# Herbertingen
Herbertingen (Swabia: Herberdenga) là một thị xã nằm ở huyện Sigmaringen, thuộc bang Baden-Württemberg, Đức.